# هوندا اتومبیل
هوندا اتومبیل (انگلیسی: Honda Automobile) شرکت خودروسازی چینی-ژاپنی است، که در سال ۲۰۰۳ تأسیس شد.